# Egon Petri

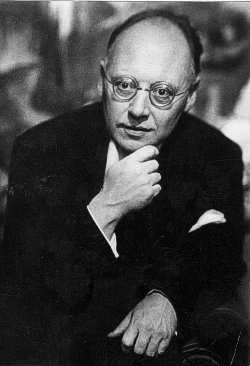
Egon Petri

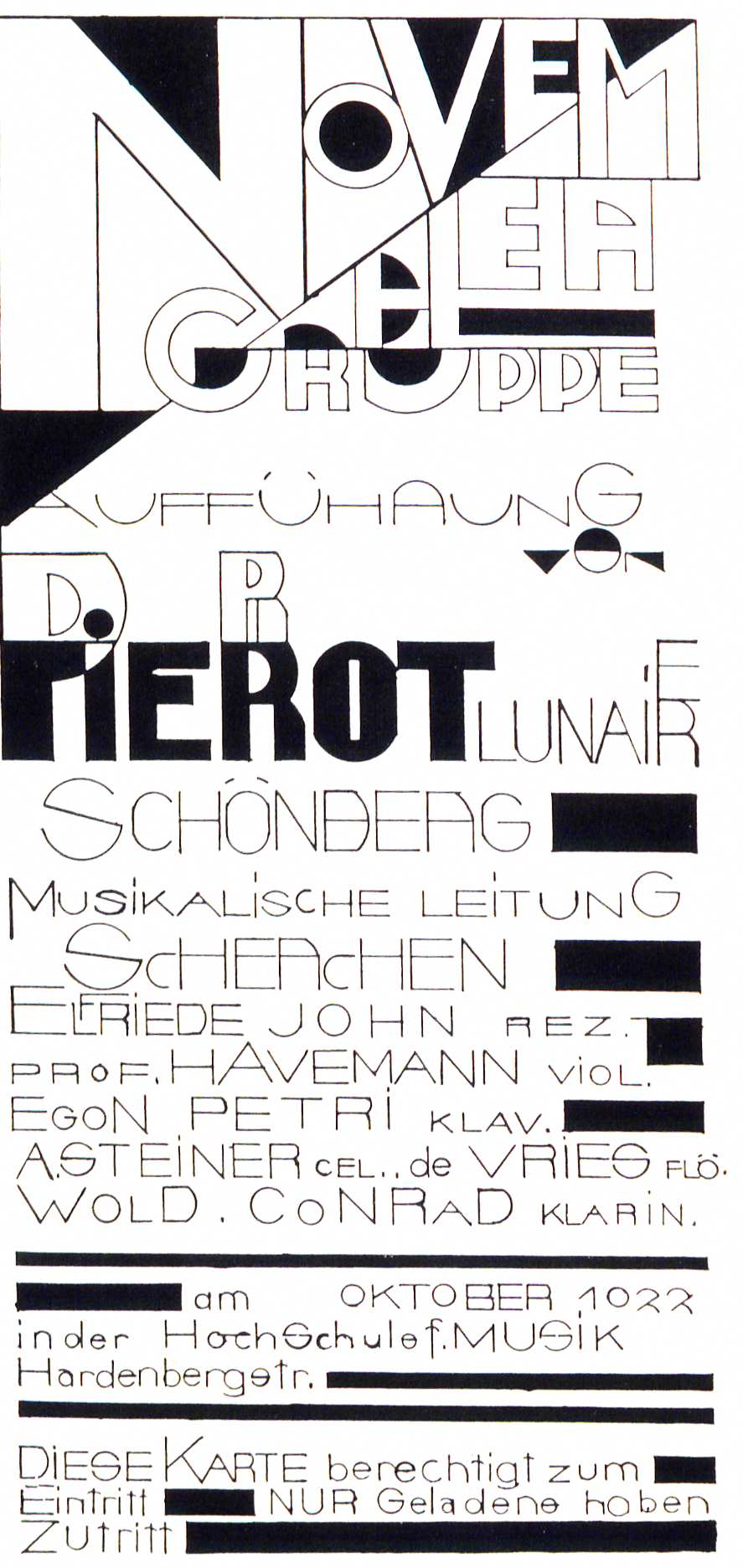
Veranstaltung der Novembergruppe in der Berliner Hochschule für Musik, 1922

Egon Petri (* 23. März 1881 in Hannover; † 27. Mai 1962 in Berkeley, Kalifornien, USA) war ein niederländisch-US-amerikanischer klassischer Pianist.

## Leben
Egon Petri, Sohn niederländischer Eltern, war niederländischer, ab 1955 amerikanischer Staatsbürger. Er wurde 1881 in Hannover geboren und wuchs in Dresden auf. Sein Vater Henri Petri (1856–1914), ein namhafter Geiger, war Joseph-Joachim-Schüler, ab 1882 Konzertmeister des Gewandhausorchesters in Leipzig und ab 1889 „Königlich Sächsischer Konzertmeister“ der Dresdner Hofkapelle; von ihm erhielt er Geigenunterricht. Zusätzlich nahm er Unterricht in den Fächern Musiktheorie (bei Felix Draeseke), Klavier (bei Richard Buchmayer und Teresa Carreño), Orgel und Waldhorn. Der Besuch der Dresdner Kreuzschule trug zu seiner umfassenden Allgemeinbildung bei. Von 1899 bis 1901 spielte er die 2. Geige im Petri-Quartett seines Vaters.
In Berlin, wo er auch Philosophie studierte, in Weimar und Dresden erhielt er Unterricht von dem großen Pianisten und Komponisten Ferruccio Busoni (1866–1924), einem Freund der Familie. Petri galt schon bald als wichtigster Busoni-Schüler und -Interpret. Die beiden traten als Klavierduo auf, so noch 1921 in London. Auch assistierte Petri seinem Lehrer bei der Herausgabe der Klavierwerke Johann Sebastian Bachs und verfasste mit seiner Klaviertranskription der Arie Schafe können sicher weiden aus Bachs Jagdkantate ein wirkungsvolles Werk in Busoni-Tradition.
Am 22. September 1905 nahm Petri in Leipzig elf Stücke für das Reproduktionsklavier Welte-Mignon auf. Als Solist bereiste er ganz Europa; eine ausgedehnte Russland-Tournee fiel in das Jahr 1923. Ab 1929 spielte er zahlreiche Schallplatten ein. Sein amerikanisches Debüt erfolgte 1932 in New York.
Auch als Lehrer war Petri international anerkannt. 1906–1910 unterrichtete er am Royal Manchester College of Music, 1921–1925 an der Hochschule für Musik in Berlin, 1927–1939 in Zakopane (Polen). Einen Tag vor dem deutschen Überfall auf Polen und damit dem Beginn des Zweiten Weltkrieges gelang ihm die Flucht Richtung England, wobei er seinen Besitz zurücklassen musste. Anschließend emigrierte er weiter in die USA; in Deutschland unterrichtete und konzertierte er nie wieder. 1940–1946 lehrte er an der Cornell University in Ithaca (New York), 1947–1957 am Mills College in Oakland (Kalifornien), 1952–1962 am San Francisco Conservatory of Music. 1957 war er kurzzeitig an der Musik-Akademie der Stadt Basel tätig. Zu seinen Schülern zählten u. a. Earl Wild und John Ogdon, Newman Wilson Powell, Leonard Klein, Alexander Libermann, Lois Maer, Jan Hoffman, Robert Sheldon, John Moriarty und Ruth Orr Kent.
Für Rudolf Firkušný war Petri „nicht bloß ein großer Pianist, sondern einer der größten aller Zeiten“. Das Grove’s Dictionary von 1954 zählte „klares Denken“ und „wundervolle Hände, die niemals eine unnötige Bewegung machen“, zu den Charakteristika seines Spiels. 1962 starb Egon Petri 81-jährig in Berkeley (Kalifornien).